# 大果琉璃草
大果琉璃草（学名：Cynoglossum divaricatum），又稱展枝倒提壶，是紫草科倒提壶属的植物。分布于俄罗斯、蒙古以及中国大陆的东北、新疆、陕西、甘肃、华北等地，生长于海拔525米至2,500米的地区，常生长在山坡、草地、沙丘、石滩及路边，目前尚未由人工引种栽培。